# Gustav von Brudl
Gustav von Brudl (3. prosince 1837 Terst – 16. května 1907 Vídeň) byl rakousko-uherský admirál. U c. k. námořnictva sloužil od roku 1853 a zúčastnil se několika válek. Později se uplatnil v technologickém vývoji a modernizaci válečného loďstva. Zastával funkci přednosty odboru na ministerstvu války (1885–1891) a nakonec byl velitelem námořního arzenálu v Pule (1891–1895). Při odchodu do výslužby získal hodnost viceadmirála a byl povýšen do šlechtického stavu (1895). 

## Životopis

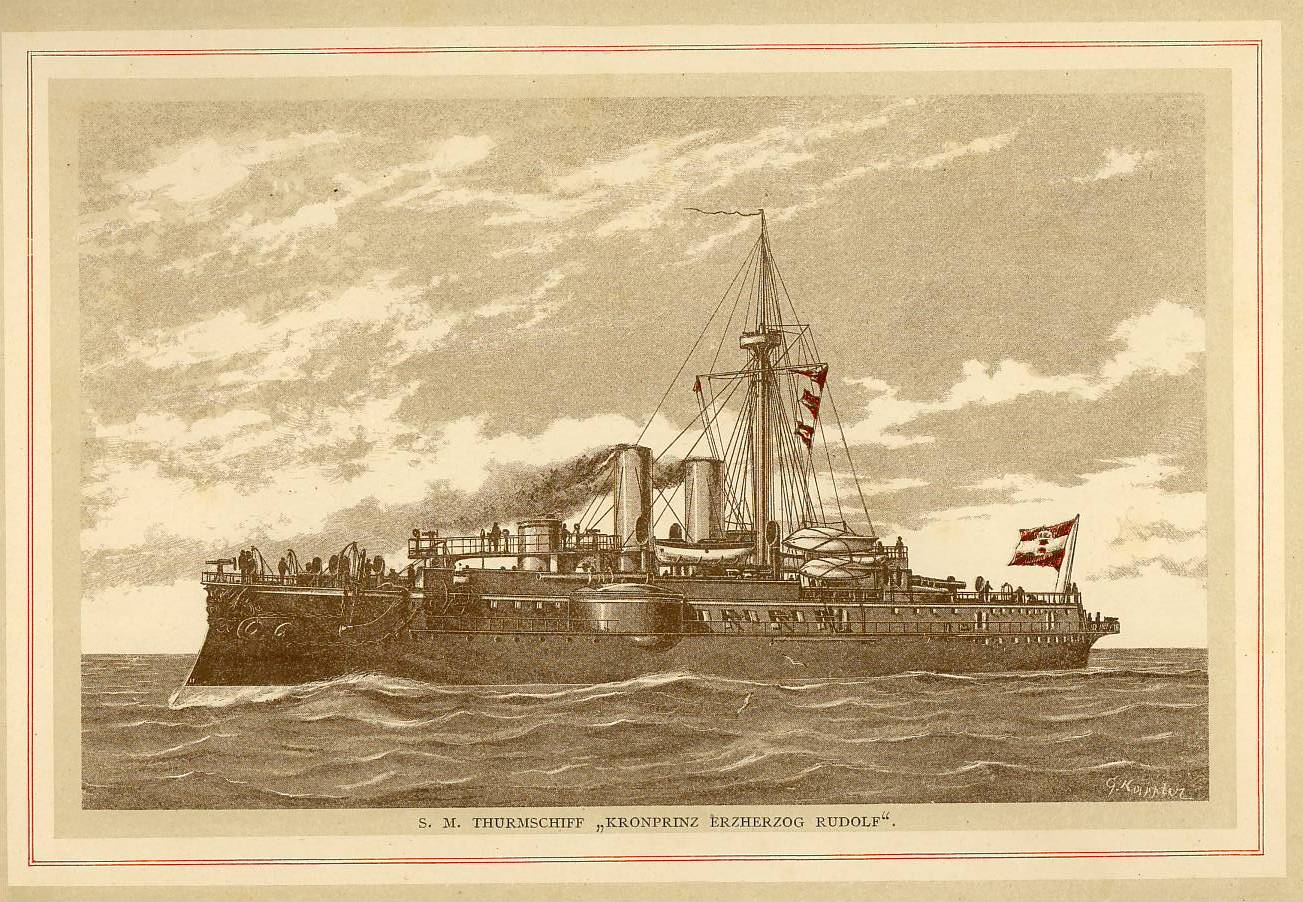
SMS Kronprinz Erzherzog Rudolf, vlajková loď Gustava Brudla při cestě do Severního moře (1890)

Pocházel z rodiny obchodníka a první vzdělání získal v Terstu, kde v letech 1850–1853 pokračoval ve studiu na námořní akademii. V roce 1853 vstoupil jako kadet k námořnictvu a mimo jiné se plavil na obchodních lodích, v letech 1854–1855 sloužil na korvetě SMS Minerva na Blízkém východě. V roce 1857 získal hodnost praporčíka a kromě služby na dalších lodích působil také u námořních základen v Terstu nebo Pule. V roce 1859 se zúčastnil války se Sardinií a v letech 1859–1860 byl přidělen k arzenálu v Benátkách. 
V roce 1864 se zúčastnil dánsko-německé války a mezitím postupoval v hodnostech (poručík II. třídy 1861, poručík I. třídy 1866). Působil u zásobovacího úřadu v Terstu nebo u vojenského velitelství v Zadaru, později byl prvním důstojníkem na několika válečných lodích. V roce 1876 byl povýšen na korvetního kapitána, v té době několik let sloužil u torpédového oddělení dělostřelecké komise v Pule (1874–1878). V letech 1878–1879 byl velitelem dělového člunu SMS Albatros na Blízkém východě a v roce 1879 byl přeložen k námořní základně v Terstu.
K datu 1. listopadu 1880 byl povýšen na fregatního kapitána a znovu byl přidělen k dělostřelecké komisi v Pule. V letech 1882–1884 byl velitelem výcvikové lodi SMS Velebich a k datu 1. května 1884 získal hodnost kapitána řadové lodi. V letech 1885–1891 zastával funkci přednosty II. odboru v námořní sekci na ministerstvu války ve Vídni, mezitím byl krátce velitelem obrněných lodí SMS Custozza (1887) a SMS Kronprinz Erzherzog Rudolf (1890). Ke dni 1. května 1891 byl povýšen do hodnosti kontradmirála a svou kariéru završil jako velitel arzenálu v Pule (1891–1895). V srpnu 1895 byl bez bližšího zařazení přeložen ke sborovému námořnímu velitelství v Pule a k datu 1. listopadu 1895 byl penzionován. Při příležitosti odchodu do penze obdržel hodnost viceadmirála.
Ve výslužbě žil nejprve v Terstu, v roce 1897 se přestěhoval do Vídně, kde zemřel 16. května 1907 ve věku 69 let. Pohřben byl na vídeňském Centrálním hřbitově. 
Během dovolené v roce 1879 se ve Zhořelci oženil, jeho manželkou se stala Johanna von Rohrscheidt (1856–1930), dcera důstojníka saské královské armády Richarda von Rohrscheidt. Z manželství se narodily dvě děti, dcera Carolina a syn Karl. 

## Tituly a ocenění
Během služby u námořnictva získal několik vyznamenání v Rakousku-Uhersku i v zahraničí. V roce 1895 byl povýšen do šlechtického stavu s titulem Edler von Brudl.

### Rakousko-Uhersko
- Válečná medaile (1873)
- Služební odznak pro důstojníky III. třídy (1876)
- Řád železné koruny III. třídy (1891)
- Služební odznak pro důstojníky II. třídy (1893)
- komturský kříž Řádu Františka Josefa (1895)
- Jubilejní pamětní medaile (1898)

### Zahraničí
- Řád Medžidie III. třídy (1880, Osmanská říše)
- Řád červené orlice II. třídy (1891, Německo)
- komandér Danebrožského řádu (1891, Dánsko)
- Řád pruské koruny II. třídy (1894, Německo)